# Cierva C.9
Die Cierva C.9 (Avro 576) war ein Tragschrauber des Konstrukteurs Juan de la Cierva, von dem Ende der 1920er Jahre ein Exemplar in Großbritannien bei Avro hergestellt wurde.

## Geschichte
Nach den erfolgreichen Demonstrationen des in Spanien gebauten Autogiros Cierva C.6B erteilte das britische Luftfahrtministerium im Januar 1926 einen weiteren Auftrag zum Bau von zwei Tragschraubern, die nicht wie die bereits vorher bestellten C.6C (Avro 574) und C.8L Mk.I (Avro 575) auf der Avro 504 basierten sollten. So entstand eine mit Sperrholz beplankte Maschine – die Avro 576. Konstruiert war sie wie ein typischer einsitziger Doppeldecker, es fehlte jedoch die obere Tragfläche. Als Fahrwerk verwendete man das der Avro 504N, die Maschine war mit Querrudern ausgestattet, und die Seiten- und Höhenruder waren ähnlich der bei der Avro 558 montierten Steuerelemente. Bei Cierva Autogiro erhielt die Avro 576 in der Entwurfsreihe die Bezeichnung Cierva C.9.
Als Avro-Cheftestpilot Bert Hinkler im September 1927 mit der 576 zum Erstflug startete, trieb ein 70 hp (52,2 kW/70,97 PS) leistender Armstrong-Siddeley-Genet-Reihenmotor einen vierblättrigen 30-ft-Rotor an, der ab September 1928 bei weiteren Tests durch einen Rotor mit etwa dem halben Durchmesser ersetzt wurde.
Die Versuche mit der Avro 576 führten nicht zu einem kommerziellen Erfolg und gelten lediglich als ein Entwicklungsschritt hin zu den größeren und stärker motorisierten Autogiros, an denen Avro gemeinsam mit Cierva noch bis in die Mitte der 1930er-Jahre arbeitete; das Einzelstück wurde im Januar 1930 an das Science Museum London abgegeben.
Der zweite Bauauftrag des Ministeriums erhielt einen mit zwei Sitzplätzen ausgeführten Rumpf, erhielt letztendlich keinen Rotor und wurde unter der Typenbezeichnung Avro 581 zum ersten Prototyp der später erfolgreichen Avro-Avian-Reihe.

## Technische Daten
| Kenngröße        | Daten  |
| ---------------- | ------ |
| Besatzung        | 1      |
| Länge            | 7,47 m |
| Rotordurchmesser | 9,14 m |
| Leermasse        | 370 kg |
| max. Startmasse  | 487 kg |